# Conza della Campania
Conza della Campania (IPA: [ˈkondza ˈdella kamˈpania], Cònze in campano) è un comune italiano di 1 258 abitanti in provincia di Avellino in Campania.
Chiamata semplicemente Conza fino al 1860, è stata un'importante città degli Irpini benché, secondo recenti studi, è possibile che l'abitato originario sannitico fosse posto alla località Monte Oppido (a sud di Lioni) e solo successivamente trasferito nell'area di Conza a seguito della conquista romana.

## Geografia fisica

### Territorio

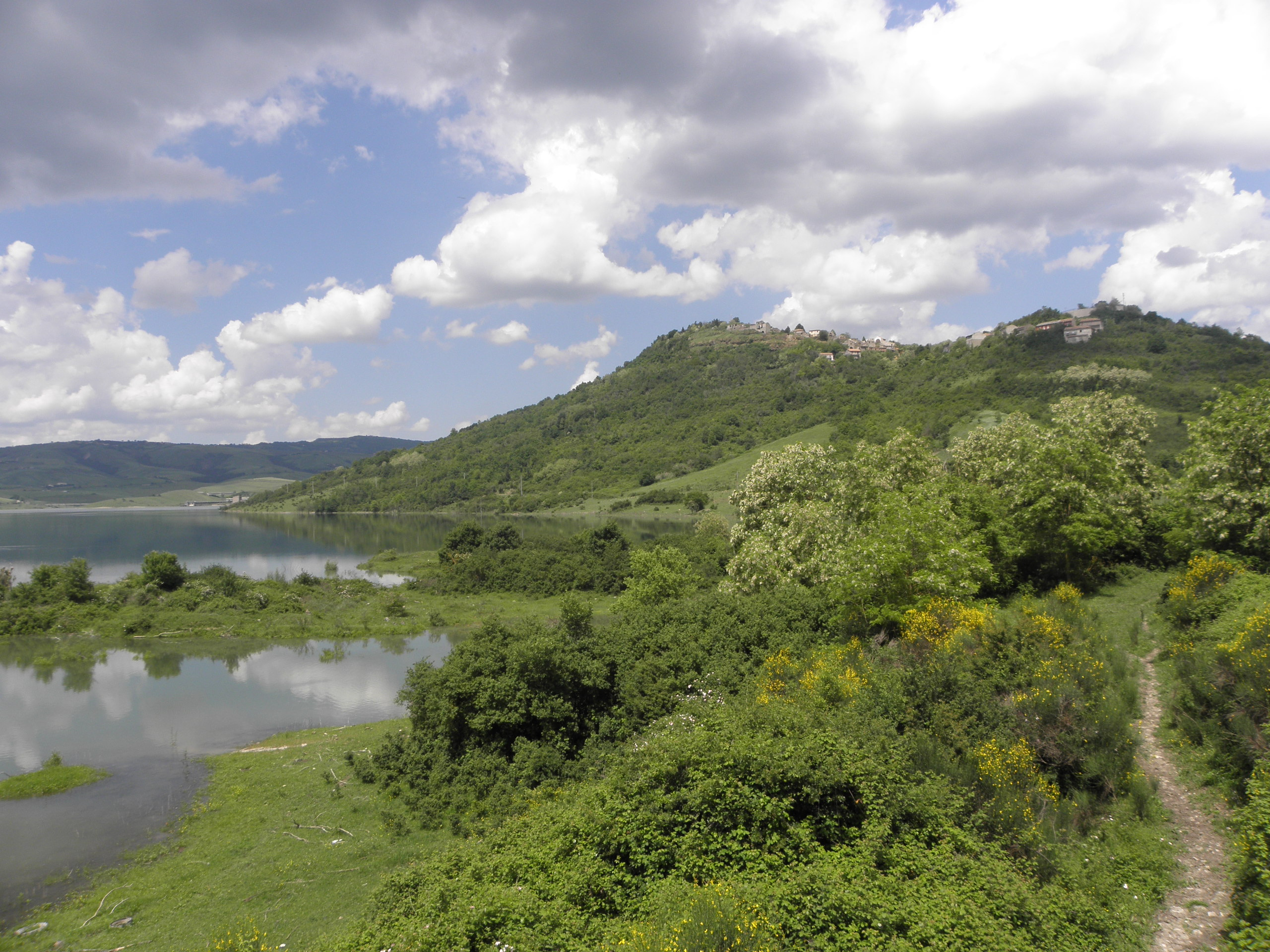
Il vecchio abitato abbandonato di Conza e il lago artificiale

Conza si trova nella valle del fiume Ofanto, a metà strada tra Lioni e Calitri, lungo la strada a scorrimento veloce (detta "Ofantina", parzialmente sull'Appia e poi sulla SS 401) che collega Avellino con Melfi e Barletta. È collegata stradalmente con la sella di Conza, che segna l'ingresso nella provincia di Salerno.
A seguito del terremoto del 1980 l'abitato storico, in collina e nei pressi dell'antica Compsa, rimase disabitato; esso resta in fase di ristrutturazione per fini storico-turistici. L'abitato provvisorio, composto da prefabbricati, sorse lungo la sponda meridionale del lago nei pressi della zona industriale; esso è oramai disabitato e parzialmente in dismissione. Il nuovo insediamento conzano, sorto alcuni anni dopo il sisma, si trova ai piedi della collina sulla quale sorge l'abitato storico.

### Lago di Conza
Il lago di Conza è un invaso artificiale creato negli anni settanta del XX secolo costituente una diga sul fiume Ofanto. La diga di Conza è in esercizio sperimentale dal 1992, sottende un bacino imbrifero di 252 km² e determina un invaso di 63,00 x 106 m³ di capacità utile. Il deflusso medio annuo alla sezione di sbarramento è pari a circa 99 x 106 m3. L’invaso è destinato ad uso plurimo, irriguo e, dal 2013, potabile. Per via del suo habitat naturale floristico e faunistico sorse, nel 1999, un'oasi protetta del WWF sul lato meridionale del lago, lungo la strada Ofantina ed a metà strada fra la piccola zona industriale e l'insediamento di prefabbricati installati post terremoto dell'ottanta.

## Origini del nome
Il toponimo Conza, attestato fin dal Settecento, deriva da una forma seicentesca Consa che, a sua volta, trae origine dal latino Compsa. In passato si riteneva però che tale ultima denominazione ammettesse una forma sincopata Cosa, tanto che nel 1836 il numismatico emiliano Celestino Cavedoni scriveva "Cosa di Campania o degli Irpini" e nel 1843 l'archeologo napoletano Achille Gennarelli similmente la definiva "Cosa della Campania o degli irpini nel Sannio", specificando però che "la Cosa della Campania, o del Sannio, fu per lo più chiamata Compsa"; tale ipotesi è stata successivamente abbandonata, poiché l'archeologia contemporanea ritiene più plausibile che Cosa fosse una città diversa situata altrove.
È opportuno rammentare che fin dal 1818 all'arcivescovo di Conza spettava il titolo di Archiepiscopus Compsanus Campaniensis administrator perpetuus, tuttavia il termine Campaniensis non era riferito alla Campania, bensì alla diocesi di Campagna che era stata posta sotto l'amministrazione perpetua della stessa arcidiocesi di Conza. Viceversa, gli autori di epoca romana non attribuirono mai l'antica Compsa ai Campani, ma piuttosto agli Hirpini o, più tardivamente, ai Lucani o agli Apuli.

## Storia
Il territorio è stato abitato da popolazioni appartenenti alla cosiddetta cultura di Oliveto-Cairano.
Influente centro irpino, romano e longobardo, sede vescovile prima, e arcivescovile in seguito, a causa di frequenti terremoti, col tempo perse la sua importanza a favore di Sant'Angelo dei Lombardi e Teora.
Dal 1811 al 1860 ha fatto parte del circondario di Teora, appartenente al distretto di Sant'Angelo de' Lombardi del regno delle Due Sicilie.
Dal 1860 al 1927, durante il regno d'Italia ha fatto parte del mandamento di Teora, appartenente al circondario di Sant'Angelo de' Lombardi.

### Terremoto dell'Irpinia del 1980
Completamente rasa al suolo dal terremoto del 23 novembre 1980, al cui epicentro era il paese più vicino, Conza è stata interamente ricostruita in altro sito. Dalle macerie della vecchia città sono emerse le rovine dell'insediamento di epoca romana, oggi facenti parte dell'area archeologica di Compsa.

### Simboli
Lo stemma e il gonfalone sono stati concessi con DPR del 14 aprile 1975. Lo stemma è d'azzurro, al monte di tre cime di verde, sostenente un'aquila dal volo spiegato d'oro. Il gonfalone è un drappo partito di giallo e di azzurro.

## Monumenti e luoghi d'interesse

### Città vecchia
- Area archeologica di Compsa.
  - Foro romano
  - Anfiteatro
  - Antica Cattedrale Metropolitana di Santa Maria Assunta, sorta sui resti di una basilica di età romana, della quale aveva mantenuto l'impianto planimetrico a tre navate. La chiesa, accolse le sepolture dei conti di casa Gesualdo, che costruirono all'estremità della navata destra la loro cappella gentilizia, con l'altare privilegiato intitolato a Santa Maria delle Grazie. Nella cattedrale il terremoto del 1694 lasciò in piedi solo il coro, l'altare maggiore con il sepolcro di Sant'Erberto, arcivescovo e protettore della città, e alcune cappelle. La Cattedrale fu ricostruita a spese dell'arcivescovo Gaetano Caracciolo (1682-1709) e, dopo il terremoto del 1732 fu rifatta per volere di monsignor Giuseppe Nicolaj (1731-1758). La cattedrale fu completamente distrutta dal devastante terremoto del 1980.

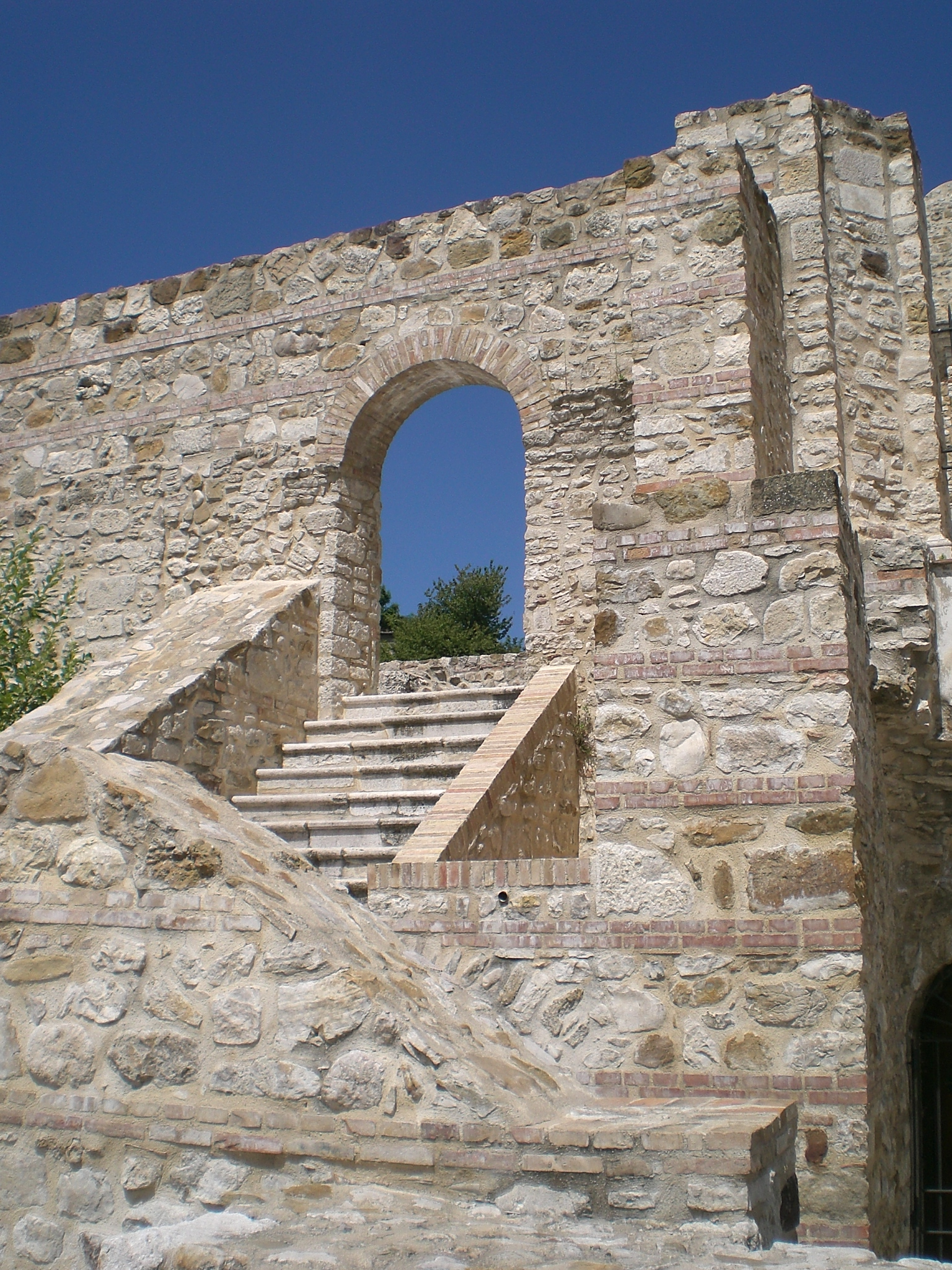
Particolare dell'area archeologica di Compsa.

- Oasi WWF del lago di Conza

### Città nuova
- A seguito del sisma del 1980 l'architetto Valter Bordini con Fiamma Dinelli ha redatto il piano particolareggiato del nuovo insediamento e nel 1993 ha progettato la nuova piazza centrale e il centro commerciale. L'intervento unitario è costituito dai portici, dalla sala polifunzionale del mercato e dalla sistemazione della piazza.
- Nuova Concattedrale di Santa Maria Assunta
- La Rinascita. Scultura dell'artista Giuseppe Rubicco, realizzata in Piazza Sandro Pertini, in occasione del 25º anniversario del terremoto. Il monumento è costituito da una Sfera in pietra spaccata dalla forza dell'uomo e di una donna che, fragili (vetro) riescono a riemergere e rinascere.
- Sulle aree a verde del nuovo paese sono disseminate opere scultoree metalliche dell'Arch. Riccardo Dalisi che ha inoltre realizzato il monumento al serbatoio idrico sito sulla sommità di Conza antica.
- La Famiglia, monumento installato nella rotatoria sita all'incrocio tra C.so Europa e C.so XXIII Novembre 1980, che poggia su tre pilastri: madre (l'imponente figura femminile), padre e figli. L'opera è stata realizzata dallo scultore Di Rosa.
- Cuore. Monumento in memoria di Sergio Rosamilia, volontario della Misericordia di Conza della Campania che ha visto compiersi il suo destino mentre svolgeva il suo dovere alla guida di un'ambulanza: la scultura è stata realizzata dallo scultore Corrado Grifa e installata presso la rotatoria di corso Francesco De Sanctis e corso XXIII Novembre 1980. L'opera è stata inaugurata il 23 marzo 2009.

## Società

### Evoluzione demografica
Abitanti censiti

### Etnie e minoranze straniere
Al 31 dicembre 2016 nel territorio di Conza della Campania risultano residenti 53 cittadini stranieri. I gruppi più numerosi sono quelli di:
- Bulgaria 9
- Senegal 6
- Ucraina 5
- Bangladesh 5
- Mali 5

fonte Istat

### Religione
La maggioranza della popolazione è di religione cristiana di rito cattolico; il comune appartiene all'Arcidiocesi di Sant'Angelo dei Lombardi-Conza-Nusco-Bisaccia.
Il primo documento che ci parla di un vescovo di Conza risale all'anno 743 e ci riferisce di un certo Pelagio che partecipò al Concilio Romano di quell'anno. Negli anni tra il 1051 e il 1081, la Chiesa conzana, fu insignita della dignità Arcivescovile ed elevata a sede Metropolitana. L'Arcidiocesi di Conza costituiva la XV provincia ecclesiastica in tutta l'Italia. Aveva come sue suffraganee le diocesi di S. Angelo dei Lombardi, Bisaccia, Lacedonia, Monteverde, Muro Lucano, Satriano. Nel 1818 all'Arcivescovo di Conza fu inoltre data in amministrazione perpetua la sede Vescovile di Campagna. Dal 30 settembre 1986, a seguito del decreto "Instantibus votis" della Congregazione per i Vescovi, la Chiesa conzana è entrata a far parte della nuova Arcidiocesi di Sant'Angelo dei Lombardi-Conza-Nusco-Bisaccia, suffraganea della sede metropolitana di Benevento.
Tra i tanti presuli che la guidarono rifulge Sant'Erberto (1169 1181), le cui spoglie sono tutt'oggi conservate in un prezioso sarcofago lapideo custodito in loco.
Purtroppo la storia di questa diocesi, come pure delle altre chiese altirpine, fu funestata, spesso in maniera drammatica, nel corso dei secoli, da vari terremoti, l'ultimo dei quali, il 23 novembre 1980, ha irreparabilmente distrutto l'antica cittadina e la secolare chiesa cattedrale ridotta attualmente a poche vestigia. Oggi la nuova Conza sorge nella piana sottostante l'antico centro ove è costruita la nuova chiesa concattedrale che accoglie, come prezioso scrigno, reperti e memorie di un glorioso passato.

## Cultura

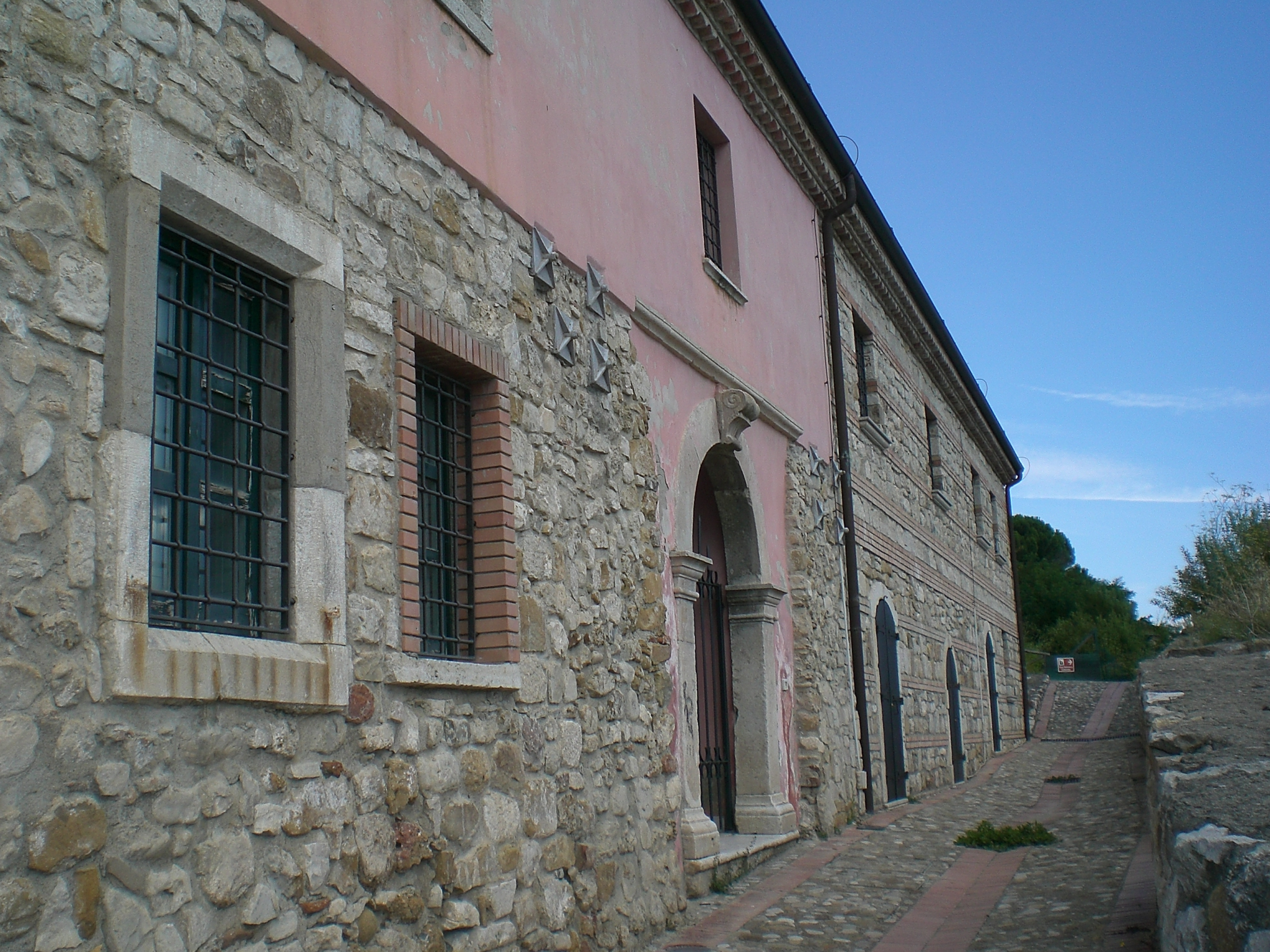
Il museo archeologico di Compsa

### Musei
- Museo archeologico di Compsa

## Geografia antropica

### La nuova Conza

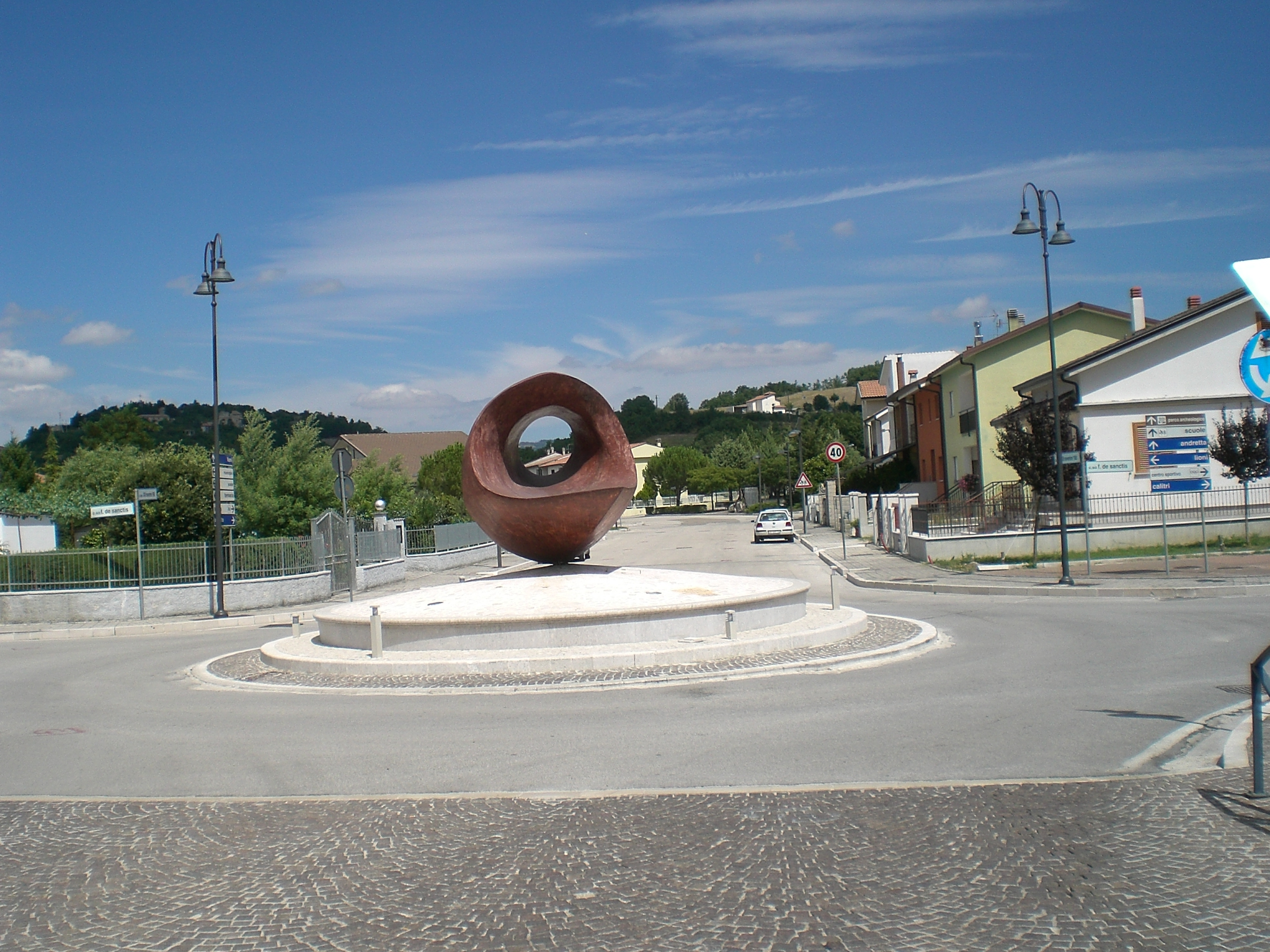
Conza nuova: corso Francesco De Sanctis.

Come già precedentemente accennato, a seguito del sisma del 1980 il centro storico venne completamente raso al suolo. Le autorità politiche dell'epoca decisero di non ricostruire l'abitato nello stesso sito ma di creare un insediamento con unità abitative prefabbricate, in attesa di ricostruire la nuova Conza in altro sito.
La cittadina venne realizzata in località Piano delle briglie, una zona pianeggiante a circa un chilometro dal vecchio abitato.
La nuova Conza è stata realizzata con criteri antisismici e strade e piazze larghe.

### Frazioni
Lo statuto comunale di Conza non menziona alcuna frazione. In base al 14º Censimento Generale della Popolazione e delle Abitazioni vi è, oltre al capoluogo, l'unica località abitata di Conza della Campania - insediamento prefabbricati, 16 abitanti, 440 m s.l.m..

## Infrastrutture e trasporti

### Strade
- Strada provinciale ex Strada statale 91
- Strada provinciale ex Strada statale 7 e Strada statale 7 dir/c
- Strada provinciale 44: dal bivio sulla strada statale 91 al vecchio abitato di Conza della Campania.

### Ferrovie
Il comune è servito dalla stazione di Conza-Andretta-Cairano, attiva per soli treni storici e/o turistici, sulla ferrovia Avellino-Rocchetta Sant'Antonio. Era inoltre presente la stazione di Sanzano-Occhino, a servizio delle omonime località.

### Mobilità urbana
Il comune è collegato ai centri limitrofi da autolinee private.

## Economia
L'economia di Conza della Campania è caratterizzata da un numero importante di aziende agricole, attive nella produzione di grano, mais, prodotti caseari, salumi e miele. Notevole è la presenza di capi di bestiame da allevamento per il latte e per la carne. Il comune di Conza della Campania ha inoltre un Pip (Piano di insediamento produttivo) dove operano circa 30 aziende nei settori più diversi (trasporti, agroalimentare, meccanico, servizi) e una Zona Industriale dove insistono da anni 3 aziende principali che garantiscono occupazione a circa 300 persone (Condor, Awelco e Polieco), difatti la Zona industriale è satura. Questo consente al comune di Conza della Campania di avere la piena occupazione.

## Amministrazione

### Sindaci
| Periodo | Periodo   | Primo cittadino       | Partito                | Carica                    | Note |
| ------- | --------- | --------------------- | ---------------------- | ------------------------- | ---- |
| 1995    | 1998      | Luigi Ciccone         | centro                 | Sindaco                   |      |
| 1998    | 2003      | Vincenzo Vito Turri   | lista civica           | Sindaco                   |      |
| 2003    | 2013      | Raffaele Vito Farese  | lista civica           | Sindaco                   |      |
| 2013    | 2017      | Vito Cappiello        | centrosinistra         | Sindaco                   |      |
| 2017    | 2018      | Maria Antonietta Cava |                        | Commissario Straordinario |      |
| 2018    | in carica | Luigi Ciccone         | lista civica di centro | Sindaco                   |      |

Altre informazioni amministrative
Il territorio fa parte della Comunità montana Alta Irpinia e dell'Unione dei comuni Alto Ofanto.